# Marathon van Parijs 2014

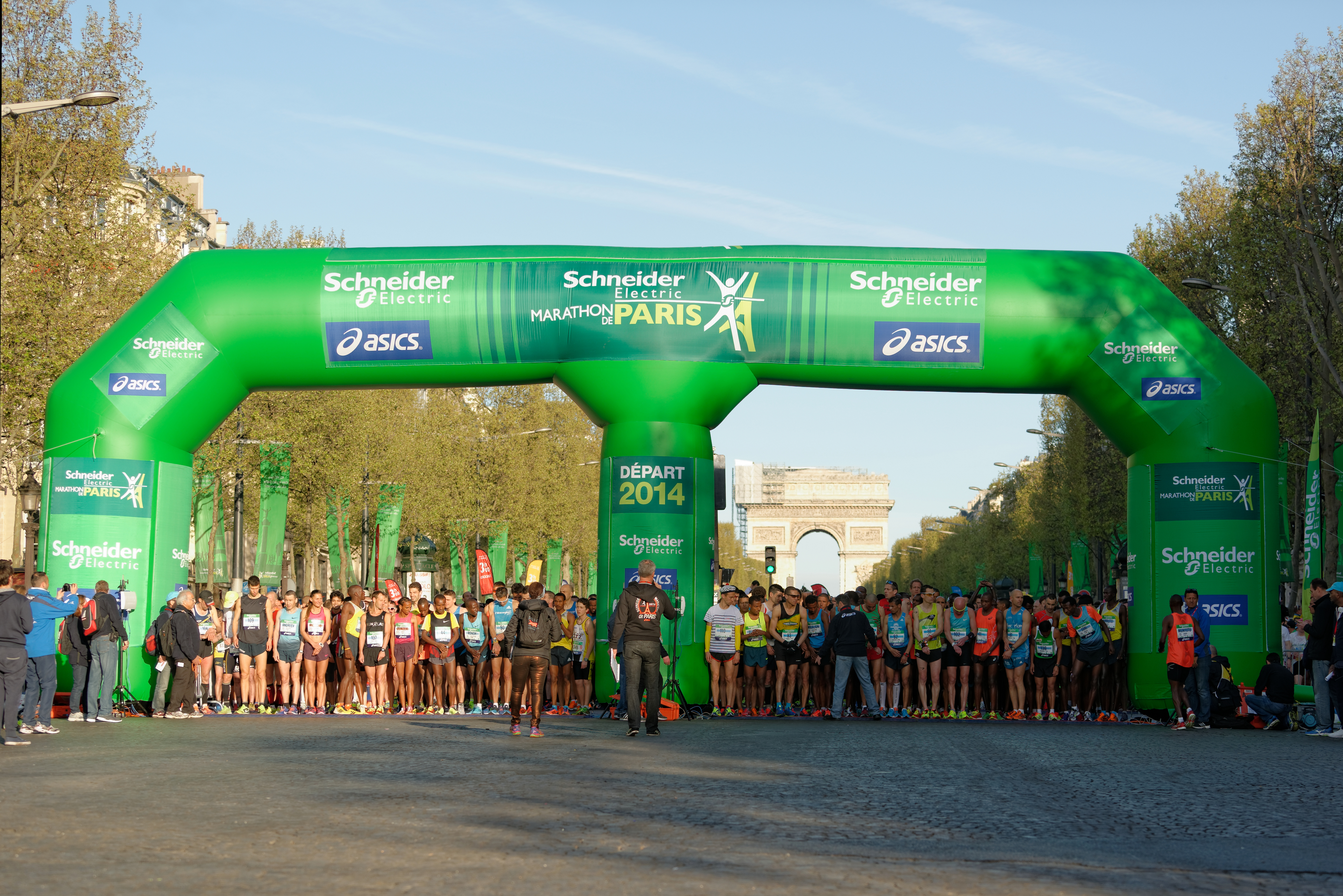
Start

De marathon van Parijs 2014 werd gelopen op zondag 6 april. Het was de 38e editie van deze marathon.
De overwinning bij de mannen ging naar de Ethiopiër Kenenisa Bekele. Met een tijd van 2:05.03 verbeterde hij het parcoursrecord. De Keniaanse Filomena Cheyech won de wedstrijd bij de vrouwen in 2:22.44.
In totaal finishten 39116 lopers de wedstrijd, waarvan 31.091 mannen en 8025 vrouwen.

## Uitslagen
Mannen
| rang | naam             | land | tijd    |
| ---- | ---------------- | ---- | ------- |
| 1    | Kenenisa Bekele  | ETH  | 2:05.03 |
| 2    | Limenih Getachew | ETH  | 2:06.49 |
| 3    | Luca Kanda       | KEN  | 2:08.01 |
| 4    | Robert Kwambai   | KEN  | 2:08.48 |
| 5    | Jackson Limo     | KEN  | 2:09.05 |
| 6    | Gideon Kipketer  | KEN  | 2:10.35 |
| 7    | Mike Kigen       | KEN  | 2:10.58 |
| 8    | Ketema Behailu   | ETH  | 2:13.23 |
| 9    | Mark Kiptoo      | KEN  | 2:13.58 |
| 10   | Ahmed Ezzobatry  | FRA  | 2:15.34 |

Vrouwen
| rang | naam                 | land | tijd    |
| ---- | -------------------- | ---- | ------- |
| 1    | Filomena Cheyech     | KEN  | 2:22.44 |
| 2    | Yebrgual Melese      | ETH  | 2:26.21 |
| 3    | Zemzem Ahmed         | ETH  | 2:29.35 |
| 4    | Faith Chemaoui       | KEN  | 2:31.59 |
| 5    | Gebisse Godana Derbi | ETH  | 2:36.27 |
| 6    | Martha Komu          | FRA  | 2:36.33 |
| 7    | Aheza Kiros          | ETH  | 2:38.12 |
| 8    | Laurane Picoche      | FRA  | 2:39.22 |
| 9    | Yulia Arkhipova      | RUS  | 2:40.18 |
| 10   | Kim Dillen           | NED  | 2:41.29 |

1976 ·
1977 ·
1978 ·
1979 ·
1980 ·
1981 ·
1982 ·
1983 ·
1984 ·
1985 ·
1986 ·
1987 ·
1988 ·
1989 ·
1990 ·
1991 ·
1992 ·
1993 ·
1994 ·
1995 ·
1996 ·
1997 ·
1998 ·
1999 ·
2000 ·
2001 ·
2002 ·
2003 ·
2004 ·
2005 ·
2006 ·
2007 ·
2008 ·
2009 ·
2010 ·
2011 · 
2012 · 
2013 ·
2014 ·
2015 ·
2016 ·
2017